# Неупокоєва
Неупоко́ва (рос. Неупокоева) — присілок у складі Талицького міського округу Свердловської області.
Населення — 33 особи (2010, 57 у 2002).
Національний склад станом на 2002 рік: росіяни — 98 %.